# 29 (альбом Райана Адамса)
| Совокупная оценка    | Совокупная оценка |
| Источник             | Оценка            |
| -------------------- | ----------------- |
| Metacritic           | (69/100)          |
| Оценки критиков      |                   |
| Источник             | Оценка            |
| Allmusic             | [ 2 ]             |
| Entertainment.ie     | [ 3 ]             |
| Entertainment Weekly | B−                |
| Los Angeles Times    | [ 5 ]             |
| NME                  | (8/10)            |
| Pitchfork Media      | (6.8/10)          |
| PopMatters           | [ 8 ]             |
| Robert Christgau     | C                 |
| Rolling Stone        | [ 10 ]            |
| Stylus Magazine      | B−                |

29 — восьмой студийный альбом альт-кантри певца Райана Адамса, выпущенный 19 декабря 2005 года на лейбле Lost Highway. Альбом получил положительные и умеренные отзывы музыкальной критики и интернет-изданий, таких как NME, Pitchfork Media, Los Angeles Times, PopMatters и другие.

## Об альбоме
Альбом Адамса 29 был назван по возрасту певца на момент работы над диском (и каждая из песен соответствовала определённому этапу жизни музыканта) и стал третьим за 2005 год его диском. Тираж альбома составил 81,000 копий в США и 153,000 во всём мире.
В ноябре 2009 года альбом был включён под № 54 в список «The 100 best pop albums of the Noughties», созданный музыкальными критиками газеты The Times.

## Список композиций
Слова и музыка всех песен — Райана Адамса.
| №  | Название                                     | Длительность |
| -- | -------------------------------------------- | ------------ |
| 1. | «29»                                         | 5:48         |
| 2. | «Strawberry Wine»                            | 7:58         |
| 3. | «Nightbirds»                                 | 3:51         |
| 4. | «Blue Sky Blues»                             | 5:18         |
| 5. | «Carolina Rain»                              | 5:25         |
| 6. | «Starlite Diner»                             | 3:51         |
| 7. | «The Sadness»                                | 6:43         |
| 8. | «Elizabeth, You Were Born to Play That Part» | 5:07         |
| 9. | «Voices»                                     | 4:53         |

## Позиции в чартах

### Альбом
| Страна                                         | Наивысшая позиция |
| ---------------------------------------------- | ----------------- |
| Австралия, Austrian Albums Chart               | 73                |
| Нидерланды, Dutch Albums (Megacharts)          | 73                |
| Германия, German Albums (Media Control Charts) | 57                |
| Великобритания (OCC)                           | 91                |
| США Billboard 200                              | 144               |